# Eduardo Jaime Cortés

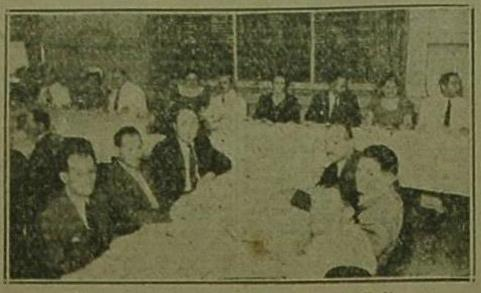
Cabecera del banquete organizado por la Organización Israelita Argentina en 1949, con motivo del reconocimiento del Estado de Israel por parte de la República Argentina.

Eduardo Jaime Cortés (nacido en Moisés Ville, Provincia de Santa Fe, Argentina) fue un dirigente comunitario, filántropo e intelectual judío-argentino. Fue fundador y primer presidente de la Organización Israelita Argentina (OIA), que se presentó como alternativa a la DAIA y de tendencia ideológica fuertemente peronista.
En 1953 recibiría una medalla de parte de Golda Meier en agradecimiento a la ayuda recibida por parte del gobierno argentino al naciente estado de Israel.
Debido a su militancia peronista sería encarcelado y torturado junto a otros judíos como Ángel Perelman (Secretario de la Unión Obrera Metalúrgica), David Diskin (Sindicato de Empleados de Comercio), José Ber Gelbard (Confederación General Económica) e Israel Zeitlin durante el régimen dictatorial de Eduardo Lonardi y Pedro Eugenio Aramburu. En 1956 tras ser liberado obtendría asilo diplomático en Israel.